# Anísio de Abreu
Anísio de Abreu är en kommun i Brasilien.   Den ligger i delstaten Piauí, i den östra delen av landet, 900 km nordost om huvudstaden Brasília. Antalet invånare är 9 094.
Omgivningarna runt Anísio de Abreu är huvudsakligen savann. Runt Anísio de Abreu är det ganska glesbefolkat, med 22 invånare per kvadratkilometer.